# Sceloporus exsul
Sceloporus exsul este o specie de șopârle din genul Sceloporus, familia Phrynosomatidae, descrisă de Dixon, Ketchersid și Lieb în anul 1972. A fost clasificată de IUCN ca specie pe cale de dispariție (stare critică). Conform Catalogue of Life specia Sceloporus exsul nu are subspecii cunoscute.